# Fredrik Kveil
Fredrik Kveil (* 19. Januar 1937 in Oslo) ist ein ehemaliger norwegischer Radrennfahrer und nationaler Meister im Radsport.

## Sportliche Laufbahn
Kveil gewann 1962 und 1963 die nationale Meisterschaft im Straßenrennen. 1956 wurde er Vize-Meister hinter Per Digerud. Den Titel im Mannschaftszeitfahren holte er 1956.
1959 und 1960 siegte er im Eintagesrennen Tyrifjorden Rundt. Das Rennen Roserittet gewann er 1959 und 1963. 
In der Internationalen Friedensfahrt 1960 wurde er 45. der Gesamtwertung.
Den Kongepokal (Königspokal), der für die beste sportliche Leistung bei norwegischen Meisterschaften vergeben wird, erhielt er 1962 und 1963.

## Berufliches
In den 1970er Jahren war er Präsident des norwegischen Radsportverbandes.